# Jacques Michal
Jacques Michal (* um 1680 in Sedan; † um 1750 an einem unbekannten Ort), auch Jacques de Michal genannt, war ein französisch-deutscher Kartograph und Ingenieuroffizier, der nahezu sein ganzes Leben lang in Deutschland gewirkt hat. Zunächst war er reiner Militärkartograph und zeichnete Blätter von aktuellen militärischen Vorgängen im süddeutschen Raum. Schon bald aber hat er sich vorwiegend mit ziviler Kartographie befasst und im Laufe von Jahrzehnten einige gehaltvolle Kartenwerke geschaffen. So zum Beispiel eine große Karte des Schwäbischen Kreises, die als beste Karte dieses Kreises im 18. Jahrhundert galt und 1725 als Kupferstich bei Matthäus Seutter in Augsburg herauskam. – Von Jacques Michals näheren Lebensumständen ist nur wenig bekannt.

## Lebensabriss

Das erste Blatt in der großen Karte des Schwäbischen Kreises von 1725

Bevor Jacques Michal nach Deutschland ging, wird er sicherlich im französischen Königreich, in dem die Militärkartographie seit jeher hoch entwickelt war, eine sehr gute Ausbildung erhalten haben. – Seit 1703 diente er dann als Soldat zunächst im preußischen Heer und ab Januar 1705 im baden-durlacher Regiment des Schwäbischen Kreises, in dem er eine Offizierslaufbahn durchlief und zuletzt (1747) Major war.
Die militärkartographische Arbeit von Jacques Michal aus der ersten Zeit enthält unter anderem zeichnerische Pläne der Schlacht bei Höchstädt und eine Sammlung von 23 Blättern mit Darstellungen militärischer Operationen in Gebieten von Weißenburg, Straßburg, Kehl und Stollhofen, die im Jahre 1706 fertiggestellt und dem Markgrafen Ludwig Wilhelm von Baden (Türkenlouis) gewidmet waren. Diese Zeichnungen befinden sich heute alle im Generallandesarchiv in Karlsruhe. Dazu sind noch einige weitere Blätter in baden-durlacher Archiven zu finden.

Das dritte Blatt der großen Rheinkarte von 1735

Von 1707 an schuf Jacques Michal dann hauptsächlich zivile Kartographien. Zuerst begann er damit, eine große Karte des Schwäbischen Kreises (Suevia Universa IX. Tabulis Delineata) zu entwerfen. Diese Arbeit, die aus neun Blättern bestand und mehr als ein Jahrzehnt in Anspruch nahm, war höchst wichtig und überfällig, da alle bis dahin gefertigten Karten des Kreises viele Fehler und Entstellungen aufwiesen. (Dieser Umstand hat sogar den Theologen und Kartenhistoriker Eberhard David Hauber [1695–1765] daran denken lassen, sich als Laie an die Ausarbeitung einer neuen Kreiskarte zu wagen, was er dann aber unterließ, als er hörte, dass Michal schon damit befasst war.) Bei seiner Arbeit ging Jacques Michal von gedruckten Unterlagen aus und nahm eigene Geländebeobachtungen im gesamten Kreisgebiet vor; dazu holte er Auskünfte bei den verschiedensten Stellen ein. Eigene Vermessungen des Geländes scheint er nie vorgenommen zu haben. Die Karte musste mehrere Male überarbeitet werden, bis sie dann 1725 bei Seutter erscheinen konnte. Dazu schuf Jacques Michal gleichzeitig aus der Fülle des gewonnenen Materials einen gehaltvollen Atlas (Geographische Abbildung des gantzen hochlöblichen Schwäbischen Crayses 1715–1725), der 50 handschriftliche Blätter enthielt und lange Zeit verschollen war, aber glücklicherweise irgendwann nach 1960 im Generalarchiv Karlsruhe wieder aufgefunden wurde. – An weiteren großen Kartographien schuf Jacques Michal unter anderem eine Elsasskarte (Alsatia Superior Et Inferior III Tabulis Delineata), eine Rheinkarte (Rhenus), eine Karte der Markgrafschaft Burgau (Novissima Delineatio Marchionatus Burgovia) und einen Plan von Kehl und Umgebung (Plan und gegende der Vöste Keèl).
Jacques Michal ist verheiratet gewesen und hat Kinder gehabt. Sein ältester Sohn, geboren 1715, ist auch Kartograph gewesen und scheint am Werk seines Vaters recht umfangreich mitgearbeitet zu haben.
Einige Karten aus dem Atlas des Schwäbischen Kreises 1715–1725:

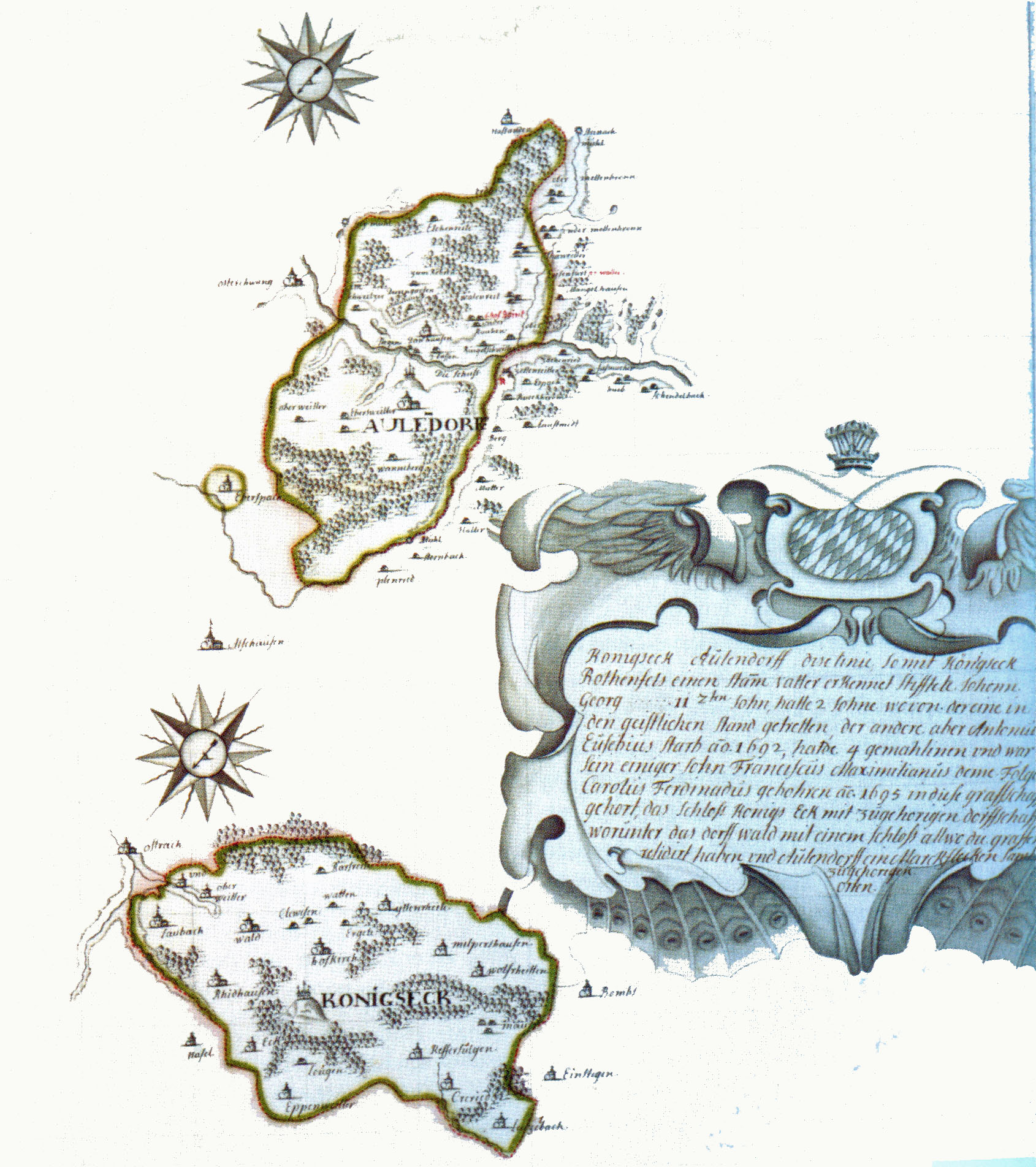
Die Herrschaften Aulendorf und Königsegg
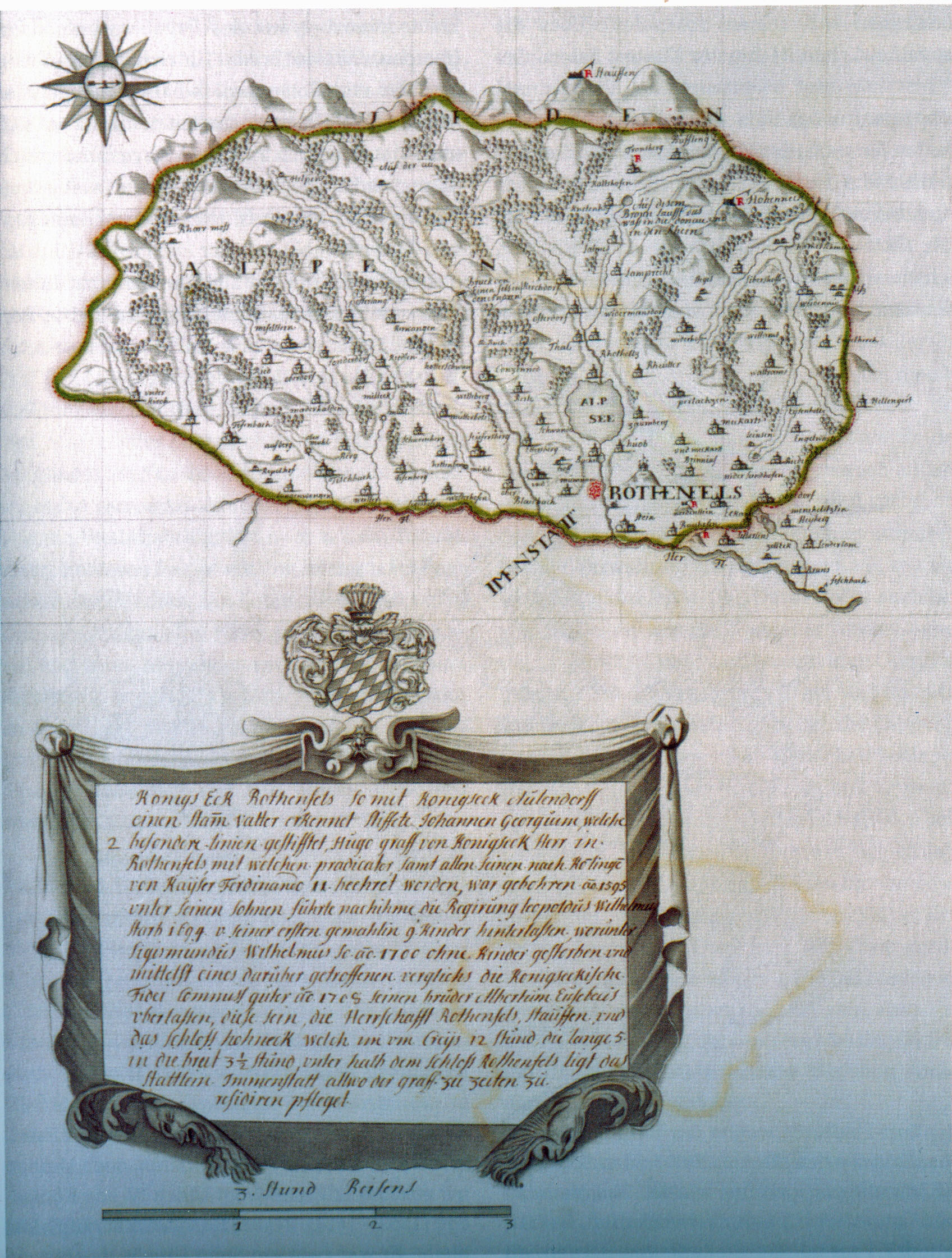
Die Grafschaft Rothenfels
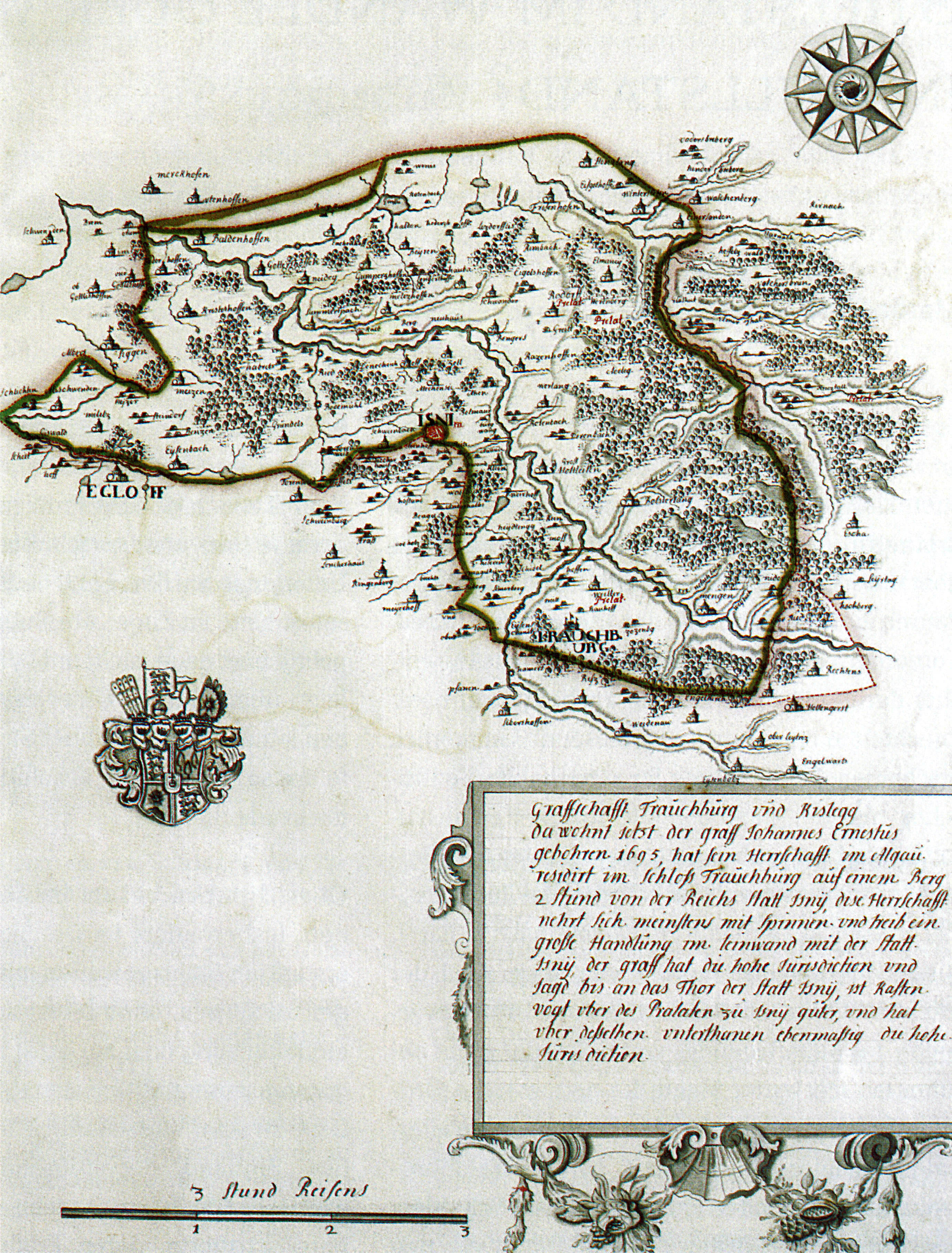
Die waldburgischen Herrschaften Zeil und Trauchburg
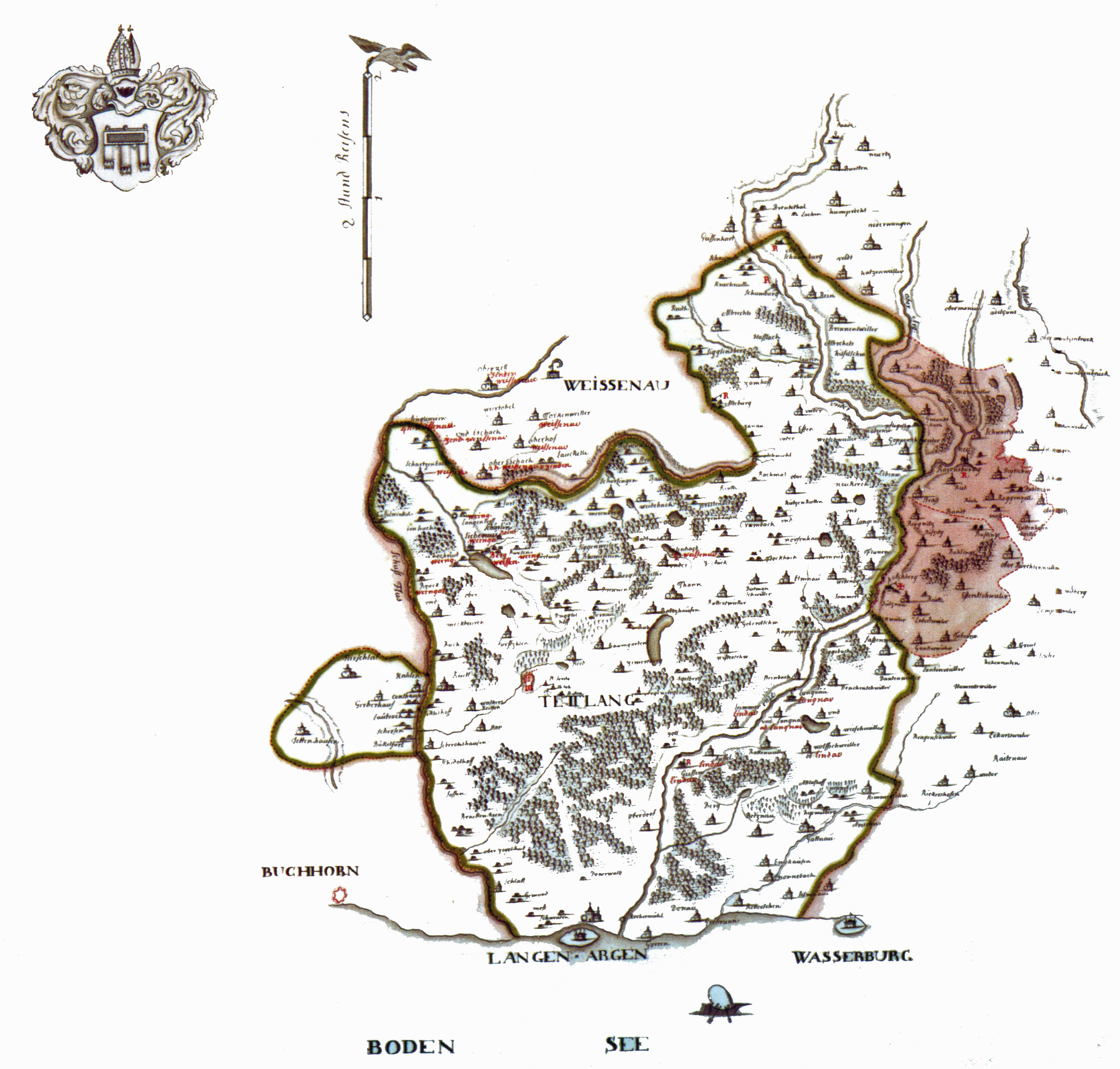
Die Herrschaften Tettnang, Argen und Schomburg

## Karten (Auswahl)
- Alsatia Superior Et Inferior III. Tabulis Delineata cum Finitimis Episcopatibus, Ducatibus, Principatibus, Et Marchionatibus, Abbatiis, Comitatibus, Urbibus, olim Imperialibus et aliis Civitatibus. Seutter, Augsburg. Maßstrab: ca. 1:85.000. Seutter, Augsburg zwischen 1710 und 1735 (?) (Digitalisat).
- Suevia Universa IX. Tabulis Delineata in quibus Omnium, non solum ad Circulum pertinentium Episcopatuum, Ducatuum, Marchionatuum, Principatuum, Abbatiarum, Comitatuum, Dynastiarum, Civitatum Imperialium, ut et Ordinis Equestris, Sed etiam Omnium Eidem inter: et adjacentium Statuum Territoria, Urbes, Oppida, Monasteria, & distincte et accuratißime reperiuntur. Maßstab: ca. 1:170000. Seutter, Augsburg ca. 1725 (Digitalisat).
- Der Obere Und Untere Schwarz Wald. Von Dem Rothen Haus Oder Pass Genant Bis Nach Ettlingen Wo Die Inundation Ihren Enfanc Macht Mit Allen Posten Wie Selbe Sich Befinden..., Stuttgart ca. 1730 (Handzeichnung) (Digitalisat).